# Puchar Anglii w piłce siatkowej mężczyzn (2017/2018)
Puchar Anglii w piłce siatkowej mężczyzn 2017/2018 (ang. Volleyball England National Cup 2017/2018) – 36. sezon rozgrywek o siatkarski Puchar Anglii. Zainaugurowany został 3 września 2017 roku i trwał do 14 kwietnia 2018 roku. Brały w nim udział kluby z National Super 8s, Division 1, Division 2 i Division 3.
Rozgrywki składały się z trzech rund wstępnych, ćwierćfinałów, półfinałów i finału. Drużyny z National Super 8s dołączyły do rozgrywek w 2. rundzie.
Finał odbył się 14 kwietnia 2018 roku w National Volleyball Centre w Kettering. Puchar Anglii zdobył klub Team Northumbria. MVP finału wybrany został Adam Bradbury.

## Drużyny uczestniczące
| Super 8s 8 drużyn  | Super 8s 8 drużyn |
| ------------------ | ----------------- |
| IBB Polonia London | finał             |
| London Lynx        | 3. runda          |
| Malory Eagles      | ćwierćfinał       |
| Richmond Docklands | ćwierćfinał       |
| Sheffield Hallam   | półfinał          |
| Team Essex Blaze   | 3. runda          |
| Team Northumbria   | zwycięstwo        |
| TeamBU Wessex      | półfinał          |

| Division 1 7 drużyn | Division 1 7 drużyn |
| ------------------- | ------------------- |
| Black Country       | 2. runda            |
| Cardiff Celts       | 1. runda            |
| London Aces         | 1. runda            |
| Newcastle Staffs    | 3. runda            |
| Sheffield 2         | 3. runda            |
| Southampton VC      | 2. runda            |
| Team Durham         | ćwierćfinał         |

| Division 2 North 8 drużyn                 | Division 2 North 8 drużyn |
| ----------------------------------------- | ------------------------- |
| Coventry & Warwick Riga                   | 1. runda                  |
| Darkstar Derbyshire                       | 3. runda                  |
| Manchester Marvels                        | 2. runda                  |
| Melton Lions                              | 2. runda                  |
| Nottingham Rockets                        | 1. runda                  |
| Polska Przychodnia Intervolley Manchester | 2. runda                  |
| Team Sunderland                           | 1. runda                  |
| University of Nottingham                  | 1. runda                  |
| Division 2 South 5 drużyn                 |                           |
| Cambridge and Anglia Ruskin University    | 3. runda                  |
| London Baks                               | 2. runda                  |
| London Lynx 2                             | 2. runda                  |
| New Forest                                | 3. runda                  |
| Tendring VC                               | 1. runda                  |

| Division 3 Central 4 drużyny | Division 3 Central 4 drużyny |
| ---------------------------- | ---------------------------- |
| Lincoln Cannons              | 1. runda                     |
| Loughborough Students        | 2. runda                     |
| Newmarket VC                 | 2. runda                     |
| Tamworth Spartans            | 2. runda                     |
| Division 3 North 8 drużyn    |                              |
| Blyth Valley                 | 2. runda                     |
| Haughton Darlington          | 1. runda                     |
| Hull Thunder                 | 2. runda                     |
| Manchester Marvels 2         | 2. runda                     |
| Miners Doncaster VC          | 2. runda                     |
| Newcastle Staffs 2           | 1. runda                     |
| Stockport VC                 | 1. runda                     |
| York VC                      | 1. runda                     |
| Division 3 South 3 drużyny   |                              |
| Guildford                    | 1. runda                     |
| South Hants                  | 1. runda                     |
| Urbond VC                    |                              |

| Pozostałe 16 drużyn    | Pozostałe 16 drużyn   |
| ---------------------- | --------------------- |
| Brentwood VC           | 1. runda              |
| Lionhearts Predators   | 1. runda              |
| London Bears           | runda preeliminacyjna |
| Maidenhead VC          | runda preeliminacyjna |
| Marske Phoenix         | 1. runda              |
| Onyx London            | 1. runda              |
| Rhinos - St. Phillips  | runda preeliminacyjna |
| Sheffield University   | 1. runda              |
| Sheffield University 2 | 1. runda              |
| Sussex United VC       | 2. runda              |
| UK Armed Forces        | 2. runda              |
| University of Salford  | 1. runda              |
| Wapping Wildcats       | ćwierćfinał           |
| Warrington Wolves      | 1. runda              |
| Weymouth Beach VC      | 1. runda              |
| Wombourne VC           | 3. runda              |

## Runda preeliminacyjna
| Data       | Drużyna 1             |     | Drużyna 2       | Sety                         |
| ---------- | --------------------- | --- | --------------- | ---------------------------- |
| 03.09.2017 | Rhinos - St. Phillips | 0:3 | UK Armed Forces | (6:25, 17:25, 13:25)         |
| 03.09.2017 | London Bears          | 0:3 | Onyx London     | (13:25, 17:25, 28:30)        |
| 03.09.2017 | Lionhearts Predators  | —   | wolny los       | —                            |
| 03.09.2017 | Sussex United VC      | 3:1 | Maidenhead VC   | (16:25, 25:15, 25:14, 25:21) |

## 1. runda
| Data       | Drużyna 1                                 |     | Drużyna 2                              | Sety                                |
| ---------- | ----------------------------------------- | --- | -------------------------------------- | ----------------------------------- |
| 16.09.2017 | Markse Phoenix                            | 0:3 | Blyth Valley                           | (20:25, 26:28, 19:25)               |
| 16.09.2017 | Sheffield University                      | 0:3 | Sheffield 2                            | (15:25, 15:25, 15:25)               |
| 16.09.2017 | Miners Doncaster VC                       | 3:1 | Haughton Darlington                    | (25:17, 25:11, 21:25, 25:16)        |
| 16.09.2017 | Team Durham                               | 3:0 | Team Sunderland                        | (25:19, 25:19, 25:23)               |
| 16.09.2017 | Hull Thunder                              | 3:0 | Sheffield University 2                 | (25:0, 25:0, 25:0)                  |
| 16.09.2017 | Warrington Wolves                         | 0:3 | Manchester Marvels                     | (0:25, 0:25, 0:25)                  |
| 16.09.2017 | Polska Przychodnia Intervolley Manchester | 3:0 | York VC                                | (25:20, 25:18, 27:25)               |
| 16.09.2017 | Lincoln Cannons                           | 1:3 | Loughborough Students                  | (23:25, 25:11, 19:25, 21:25)        |
| 16.09.2017 | Newcastle Staffs                          | 3:0 | Stockport VC                           | (25:15, 25:20, 25:21)               |
| 16.09.2017 | Manchester Marvels 2                      | 3:0 | University of Salford                  | (25:0, 25:0, 25:0)                  |
| 16.09.2017 | Black Country                             | 3:0 | Newcastle Staffs 2                     | (25:21, 25:22, 25:21)               |
| 16.09.2017 | Wombourne VC                              | 3:1 | Coventry & Warwick Riga                | (25:19, 25:23, 16:25, 25:22)        |
| 16.09.2017 | University of Nottingham                  | 0:3 | Darkstar Derbyshire                    | (18:25, 21:25, 17:25)               |
| 16.09.2017 | London Aces                               | 0:3 | UK Armed Forces                        | (21:25, 24:26, 21:25)               |
| 16.09.2017 | Nottingham Rockets                        | 1:3 | Melton Lions                           | (27:25, 21:25, 22:25, 20:25)        |
| 16.09.2017 | Tamworth Spartans                         | 3:1 | Cardiff Celts                          | (19:25, 25:18, 25:23, 25:23)        |
| 16.09.2017 | Tendring VC                               | 2:3 | Cambridge and Anglia Ruskin University | (25:15, 20:25, 25:14, 27:29, 11:15) |
| 16.09.2017 | London Lynx 2                             | 3:2 | Onyx London                            | (28:26, 25:20, 20:25, 14:25, 15:11) |
| 16.09.2017 | Brentwood VC                              | 0:3 | Newmarket VC                           | (21:25, 16:25, 23:25)               |
| 16.09.2017 | Lionhearts Predators                      | 0:3 | Wapping Wildcats                       | (17:25, 22:25, 14:25)               |
| 16.09.2017 | London Baks                               | 3:0 | Guildford                              | (25:0, 25:0, 25:0)                  |
| 16.09.2017 | Urbond VC                                 | 2:3 | New Forest                             | (25:27, 25:21, 20:25, 25:17, 8:15)  |
| 16.09.2017 | Southampton VC                            | 3:1 | Weymouth Beach VC                      | (23:25, 25:20, 25:16, 25:19)        |
| 16.09.2017 | South Hants                               | 0:3 | Sussex United VC                       | (19:25, 19:25, 17:25)               |

## 2. runda
| Data       | Drużyna 1             |     | Drużyna 2                                 | Sety                         |
| ---------- | --------------------- | --- | ----------------------------------------- | ---------------------------- |
| 07.10.2017 | Blyth Valley          | 0:3 | Team Northumbria                          | (9:25, 4:25, 11:25)          |
| 07.10.2017 | Sheffield 2           | 3:0 | Miners Doncaste                           | (25:15, 25:17, 26:24)        |
| 07.10.2017 | Team Durham           | 3:0 | Hull Thunder                              | (25:15, 25:19, 25:18)        |
| 07.10.2017 | Manchester Marvels    | 0:3 | London Lynx                               | (17:25, 18:25, 18:25)        |
| 07.10.2017 | Sheffield Hallam      | 3:0 | Polska Przychodnia Intervolley Manchester | (25:15, 25:15, 25:17)        |
| 07.10.2017 | Loughborough Students | 0:3 | Newcastle Staffs                          | (15:25, 17:25, 21:25)        |
| 07.10.2017 | Manchester Marvels 2  | 0:3 | Richmond Docklands                        | (17:25, 18:25, 18:25)        |
| 07.10.2017 | Black Country         | 1:3 | Wombourne VC                              | (22:25, 25:19, 18:25, 19:25) |
| 08.10.2017 | Darkstar Derbyshire   | 3:1 | UK Armed Forces                           | (27:25, 22:25, 25:23, 25:20) |
| 07.10.2017 | TeamBU Wessex         | 3:0 | Melton Lions                              | (25:19, 25:12, 25:23)        |
| 29.10.2017 | Tamworth Spartans     | 0:3 | Cambridge and Anglia Ruskin University    | (18:25, 23:25, 31:33)        |
| 07.10.2017 | London Lynx 2         | 0:3 | Malory Eagles                             | (22:25, 22:25, 23:25)        |
| 05.11.2017 | Newmarket VC          | 0:3 | Wapping Wildcats                          | (19:25, 27:29, 22:25)        |
| 07.10.2017 | Team Essex Blaze      | 3:0 | London Baks                               | (25:11, 25:15, 25:8)         |
| 07.10.2017 | New Forest            | 3:1 | Southampton VC                            | (25:22, 17:25, 25:19, 25:22) |
| 07.10.2017 | Sussex United VC      | 0:3 | IBB Polonia London                        | (15:25, 18:25, 18:25)        |

## 3. runda
| Data       | Drużyna 1                              |     | Drużyna 2          | Sety                                |
| ---------- | -------------------------------------- | --- | ------------------ | ----------------------------------- |
| 09.11.2017 | Team Northumbria                       | 3:0 | Sheffield 2        | (25:0, 25:0, 25:0)                  |
| 11.11.2017 | Team Durham                            | 3:1 | London Lynx        | (25:21, 25:21, 20:25, 25:22)        |
| 11.11.2017 | Sheffield Hallam                       | 3:2 | Newcastle Staffs   | (15:25, 25:23, 21:25, 25:18, 15:10) |
| 11.11.2017 | Richmond Docklands                     | 3:0 | Wombourne VC       | (25:9, 25:6, 25:10)                 |
| 10.11.2017 | Darkstar Derbyshire                    | 0:3 | TeamBU Wessex      | (0:25, 0:25, 0:25)                  |
| 11.11.2017 | Cambridge and Anglia Ruskin University | 0:3 | Malory Eagles      | (15:25, 17:25, 16:25)               |
| 12.11.2017 | Wapping Wildcats                       | 3:2 | Team Essex Blaze   | (21:25, 22:25, 25:22, 25:18, 15:13) |
| 11.11.2017 | New Forest                             | 0:3 | IBB Polonia London | (18:25, 16:25, 19:25)               |

## Ćwierćfinały
| Data       | Drużyna 1        |     | Drużyna 2          | Sety                  |
| ---------- | ---------------- | --- | ------------------ | --------------------- |
| 27.01.2018 | Team Northumbria | 3:0 | Team Durham        | (25:13, 26:24, 27:25) |
| 27.01.2018 | Sheffield Hallam | 3:0 | Richmond Docklands | (25:17, 25:19, 25:17) |
| 27.01.2018 | TeamBU Wessex    | 3:0 | Malory Eagles      | (25:22, 25:22, 25:21) |
| 27.01.2018 | Wapping Wildcats | 0:3 | IBB Polonia London | (11:25, 23:25, 16:25) |

## Półfinały
| Data       | Drużyna 1        |     | Drużyna 2          | Sety                  |
| ---------- | ---------------- | --- | ------------------ | --------------------- |
| 24.02.2018 | Team Northumbria | 3:0 | Sheffield Hallam   | (27:25, 25:13, 25:20) |
| 24.02.2018 | TeamBU Wessex    | 0:3 | IBB Polonia London | (19:25, 16:25, 11:25) |

## Finał
| Data       | Drużyna 1        |     | Drużyna 2          | Sety                  |
| ---------- | ---------------- | --- | ------------------ | --------------------- |
| 14.04.2018 | Team Northumbria | 3:0 | IBB Polonia London | (25:23, 25:23, 27:25) |